# Chaetophaonia
Chaetophaonia este un gen de muște din familia Muscidae.

Cladograma conform Catalogue of Life:
| Chaetophaonia | \| \| Chaetophaonia hernandezi \| \| \| \| \| \| Chaetophaonia nicaraguensis \| \| \| \| |
|               | \| \| Chaetophaonia hernandezi \| \| \| \| \| \| Chaetophaonia nicaraguensis \| \| \| \| |
|               | Chaetophaonia hernandezi                                                                 |
|               |                                                                                          |
|               | Chaetophaonia nicaraguensis                                                              |
|               |                                                                                          |